# (5021) Krylania
(5021) Krylania es un asteroide perteneciente al cinturón de asteroides, descubierto el 13 de noviembre de 1982 por Liudmila Karachkina desde el Observatorio Astrofísico de Crimea (República de Crimea).

## Designación y nombre
Designado provisionalmente como 1982 VK12. Fue nombrado Krylania en honor a Anna Alekséievna Krylova, hija de Alekséi Nikolaevich Krylov. Fue una destacada matemática soviética-rusa y esposa del físico Pyotr Leonidovich Kapitsa.

## Características orbitales
Krylania está situado a una distancia media del Sol de 31990 ua, pudiendo alejarse hasta 36417 ua y acercarse hasta 27563 ua. Su excentricidad es 0,138 y la inclinación orbital 23473 grados. Emplea 2,08993E+15 días en completar una órbita alrededor del Sol.

## Características físicas
La magnitud absoluta de Krylania es 12,5. Tiene 17519 km de diámetro y su albedo se estima en 0,061.